# Возвращение бумеранга
«Возвращение бумеранга» (фр. Comme un boomerang; другое название — «Как бумеранг») — криминальная драма 1976 года. Экранизация произведения, автор которого Жозе Джованни.

## Сюжет
Сын бывшего уголовника Жака Баткина (Ален Делон) в наркотическом опьянении убивает полицейского. Отец всячески пытается спасти его от тюрьмы и смягчить его наказание, но вскоре прессе становится известно о его уголовном прошлом.

## В ролях
- Ален Делон — Жак Баткин
- Карла Гравина — Мюриэль, вторая жена Баткина
- Луи Жюльен — Эдди Баткин
- Шарль Ванель — адвокат Жака Баткина